# Polyphaenis
Polyphaenis é um gênero de traça pertencente à família Arctiidae.